# 尼祖·迪莊
尼祖·迪莊（荷蘭語：Nigel de Jong，1984年11月30日—），是一名已退役的荷蘭足球運動員，擔任防守中場、後衛。他是前荷蘭球員杰瑞·德容的兒子。

## 生平

### 球會
2002年10月，尼祖·迪莊成為阿積士一隊的成員，該季表現出色漸漸引起注意，包括韋斯咸、西維爾、祖雲達斯、米蘭等。2006年1月，他轉會至德甲球會漢堡。2009年1月21日轉投英超新貴曼城，轉會費沒有公佈，但據報高達1,800萬英鎊，簽約四年半。2012年8月31日，曼城官方宣布德容350万欧元身价加盟AC米蘭，他與紅黑軍簽署了一份為期三年的合約。
2016年1月31日，洛杉磯銀河宣佈免費簽入尼祖·迪莊，並簽約1年。

### 國家隊
2004年3月31日，尼祖·迪莊首次代表荷蘭國家隊上陣，與法國進行一場友誼賽，但是他未入選幾個月後舉行的歐洲國家盃，又因膝傷而錯過了2006年世界盃。
2008年歐洲國家盃，雲巴士頓終於把他選入國家隊參賽，在對意大利的小組賽中，尼祖·迪莊踢滿90分鐘，侵犯岩布仙尼得一面黃牌，最終助荷蘭隊以3-0大勝意大利。6月13日對法國的小組賽中，尼祖·迪莊協助球隊勝4-1。
2010年世界盃，迪莊作為荷蘭國家隊的主力打入決賽，最終奪得亞軍。

### 個人
尼祖·迪莊作為一名防守中場，踢法凶狠，經常被球迷及其他球員所詬病。
尼祖迪莊於2月份的國際賽，曾踢斷效力保頓的美國中場賀頓的腳。
在2010年南非世界盃決賽階段，他以一記穿心腿踢中西班牙中場球員哈维·阿隆索的胸口，但卻沒有被球證作出任何警告。賽後該仗主球證追看重播，為自己未有留意到此惡意行為而向球迷作出道歉。網民事後以少林功夫腿戲稱此次飛踢。
2010年10月3日，曼城主場對紐卡素，開賽後僅4分鐘，尼祖·迪莊一記凶狠攔截導致賓艾化受傷，須用擔架抬離場及即送醫院，檢查證實左腳胫骨及腓骨均告骨折。事後尼祖·迪莊沒有被出牌警告。荷蘭主帥決定把尼祖·迪莊暫時剔出國家隊，但另一方面曼城卻為他提出新合約以示對球員的支持，此舉引起荷蘭國內嘩然。
荷蘭退役足球員雲邦美曾表示迪莊的踢法幾乎和他相同，兩人均是荷蘭中場的防守屏障，外界亦視尼祖·迪莊能夠成為雲邦美的接班人。

## 外部連結
- 尼祖·迪莊數據 （页面存档备份，存于）（英文）
- 尼祖·迪莊數據（荷兰文）
- 尼祖·迪莊 數據 （页面存档备份，存于）（英文）

| 前任： | 阿積士足球先生 2004-2005 | 繼任： 亨特拉爾 |